# Monastère de la Mère-de-Dieu à Visočka Ržana
Le monastère de la Mère-de-Dieu à Visočka Ržana (en serbe cyrillique : Манастир Свете Богородице у Височкој Ржани ; en serbe latin : Manastir Svete Bogorodice u Visočkoj Ržani) est un monastère orthodoxe serbe situé à Visočka Ržana, dans la municipalité de Pirot et dans le district de Pirot, en Serbie. Il est inscrit sur la liste des monuments culturels protégés de la République de Serbie (identifiant no SK 660),.
L'église du monastère est dédiée à Nativité de la Mère de Dieu.